# Stazione di Nenagh
La stazione di Nenagh  è una stazione ferroviaria che fornisce servizio a Nenagh, North Tipperary, Irlanda. Attualmente la linea che vi passa è la ferrovia Limerick-Ballybrophy. La stazione fu aperta il 5 ottobre 1863 ed è dotata di un solo binario. Risulta essere poco trafficata, soprattutto dai pendolari che non ritengono consoni gli orari dei treni e per questo hanno di recente protestato.

## Treni
La tabella degli orari dei treni che fanno fermata qui è la seguente.
- Lunedì-Sabato
  - Treno 07:26 verso Ballybrophy
  - Treno 11:04 verso Limerick
  - Treno 17:40 verso Ballybrophy
  - Treno 19:53 verso Limerick
- Domenica
  - Treno 18:35 verso Ballybrophy
  - Treno 20:44 verso Limerick

## Servizi ferroviari
- Ferrovia Limerick-Ballybrophy

## Servizi
- Servizi igienici
- Capolinea autolinee
- Biglietteria a sportello
- Biglietteria self-service
- Distribuzione automatica cibi e bevande